# Joseph (Utah)

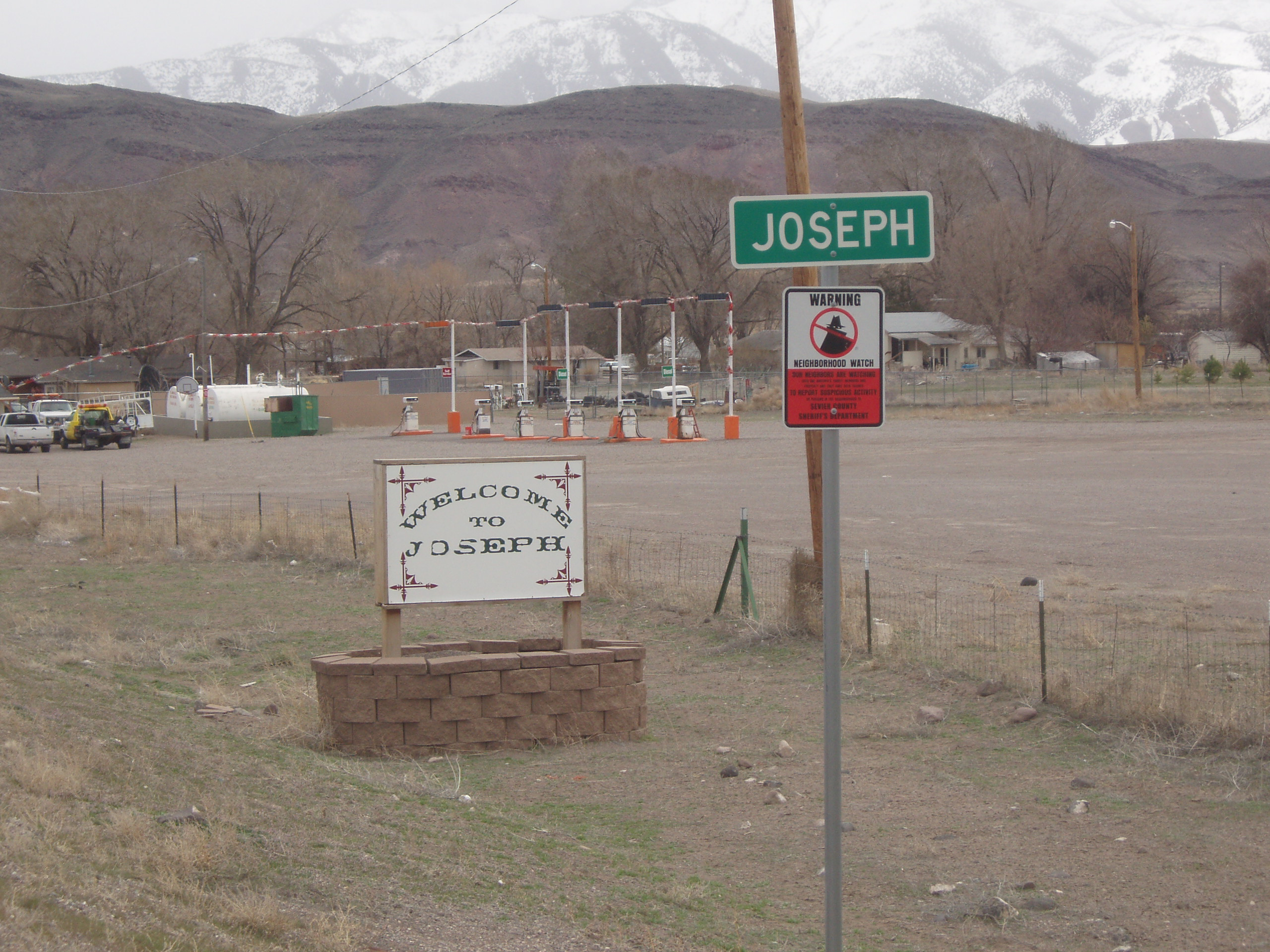
Joseph, Utah, Estados Unidos

Joseph es un pueblo del condado de Sevier, estado de Utah, Estados Unidos. Según el censo de 2000 su población era de 269 habitantes.

## Geografía
Joseph se encuentra en las coordenadas 38°37′36″N 112°13′2″O / 38.62667, -112.21722.
Según la oficina del censo de Estados Unidos, la localidad tiene una superficie total de 2,3 km². No tiene superficie cubierta de agua.
- Datos: Q482481
- Multimedia: Joseph, Utah / Q482481